# Pałac Prezydencki w Wilnie

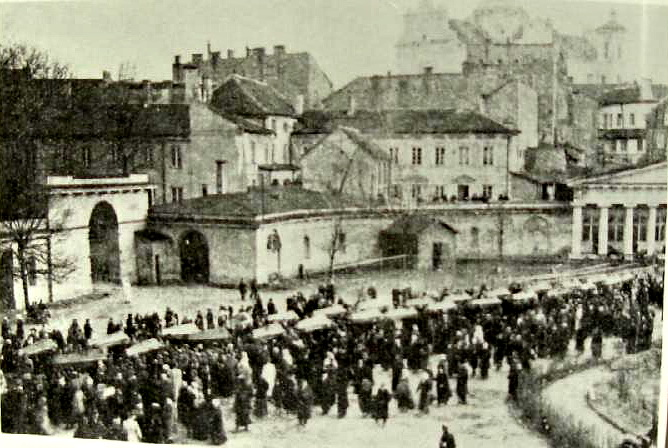
Pogrzeb polskich żołnierzy poległych w walkach o Wilno w kwietniu 1919 roku

Pałac Prezydencki w Wilnie (lit. Prezidentūra, dawny Pałac Biskupi) – oficjalna rezydencja litewskiej głowy państwa mieszcząca się w obrębie wileńskiej Starówki przy S.Daukanto aikšte.

## Historia
Historia obiektu sięga XIV wieku, gdy w miejscu nadanym przez księcia Jagiełłę murowany budynek wystawili wileńscy arcybiskupi. W okresie renesansu gmach wielokrotnie przebudowywano i rozbudowywano, biskupia rezydencja wzbogaciła się również o ogrody.
W XVIII wieku pałac dwukrotnie płonął (1737, 1738), po czym odbudował go architekt Wawrzyniec Gucewicz w stylu klasycystycznym. Po III rozbiorze posiadłość została przejęta przez rosyjskich carów – w 1796 roku na krótko zatrzymał się tu Paweł I.
W 1804 roku pałacyk odwiedził przyszły król Francji Ludwik XVIII, osiem lat później gościli tu zarówno Aleksander I, jak i Napoleon Bonaparte. Po wybuchu wojny francusko-rosyjskiej w 1812 roku zakwaterowano tu sztab armii francuskiej.
Po ponownym włączeniu Litwy w skład Rosji w 1813 roku, nastąpiła w latach 1824–1834 przebudowa budynku w stylu empire dokonana przez Wasilija Stasowa (prace nadzorował Karol Podczaszyński). W wówczas nadanym kształcie pałac przetrwał do dziś. W XIX wieku rezydowali w nim generał-gubernatorzy litewscy, w tym Michaił Murawiew.
W 1918 roku budynek na krótko stał się siedzibą MSZ Litwy oraz agencji ELTA. W latach międzywojennych przebywał w nim generał Lucjan Żeligowski pełniący funkcję szefa Litwy Środkowej oraz bywał w nim marszałek Józef Piłsudski. W tym też okresie były w nim prowadzone prace konserwatorskie pod kierunkiem Stefana Narębskiego.
Po 1945 roku pałac służył wojsku radzieckiemu, umieszczono tu też m.in. galerie sztuki. Do 1991 roku mieścił się w nim Pałac Pracowników Kultury. Po 1993 roku przeszedł na własność Kancelarii Prezydenta, a od 1997 roku jest oficjalną siedzibą głowy państwa litewskiego. Rezydowali tu Algirdas Brazauskas, Rolandas Paksas, jak i Valdas Adamkus.

## Galeria

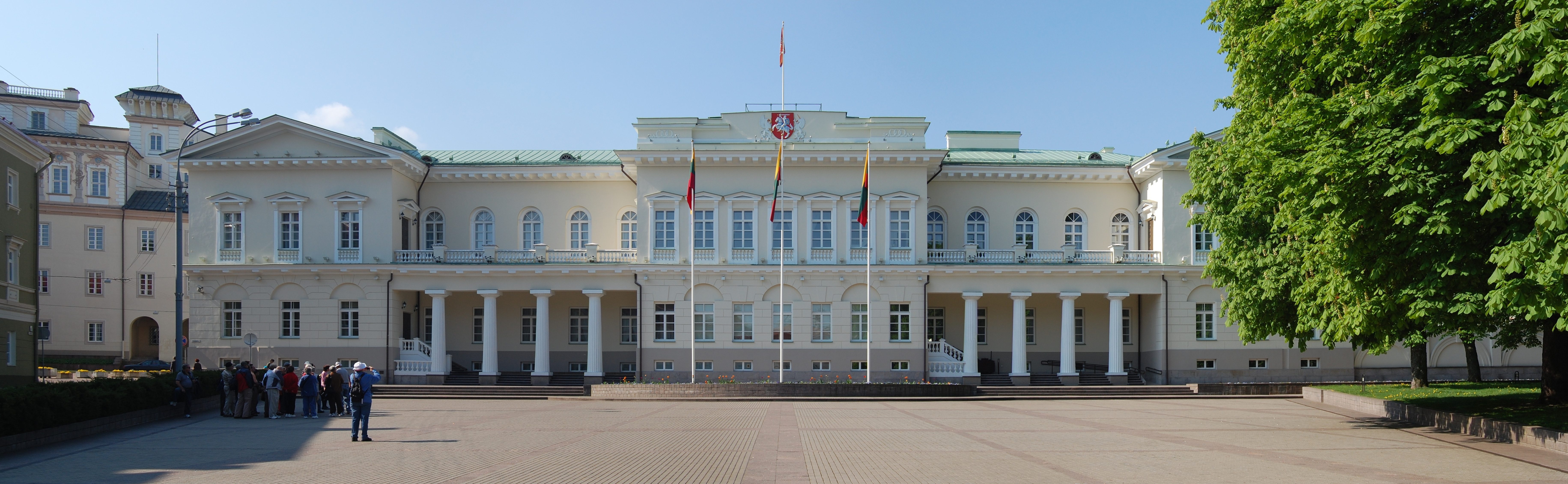
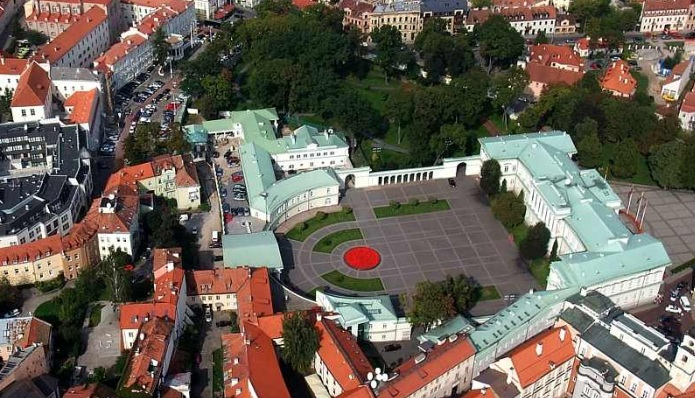
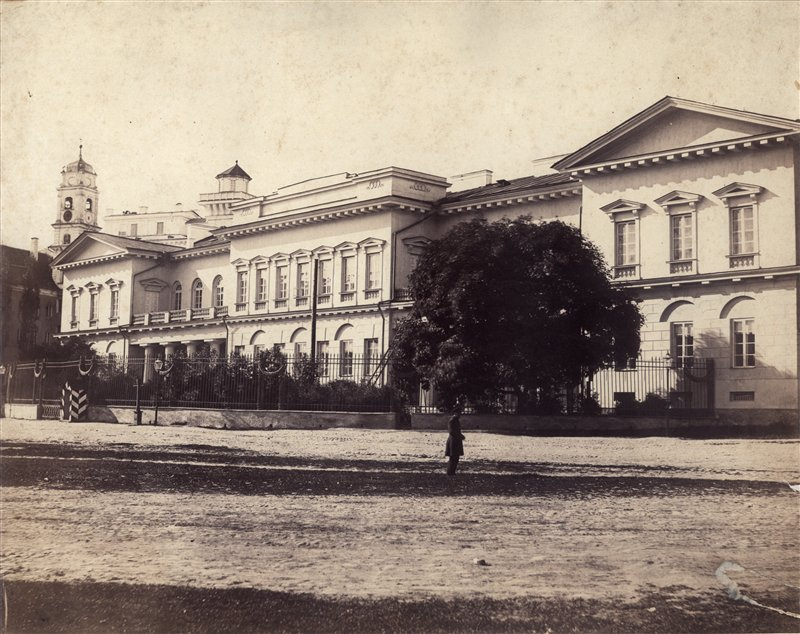
Pałac generał-gubernatora w latach 80. XIX wieku
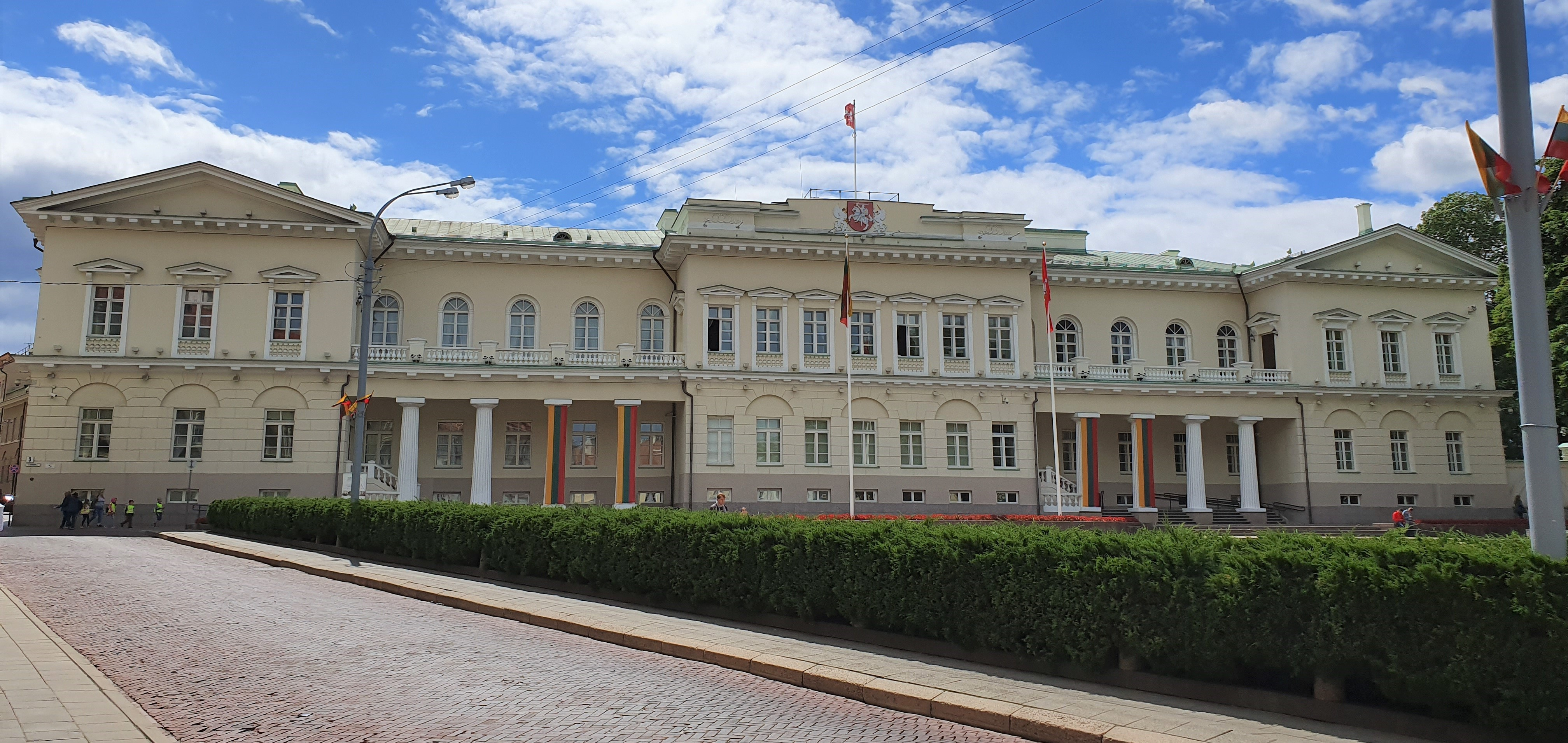
Wewnętrzny dziedziniec pałacu
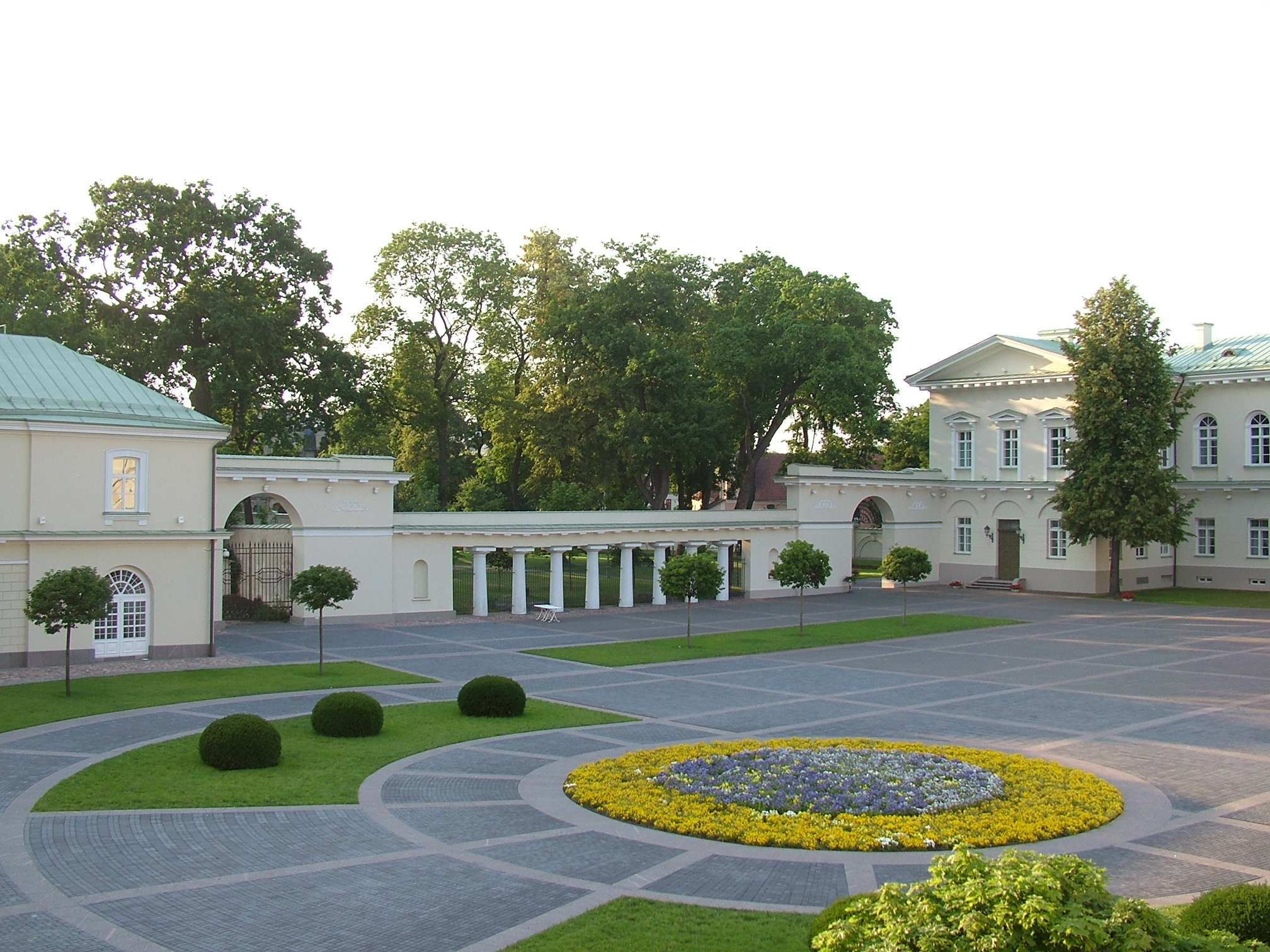
Pałacowe ogrody
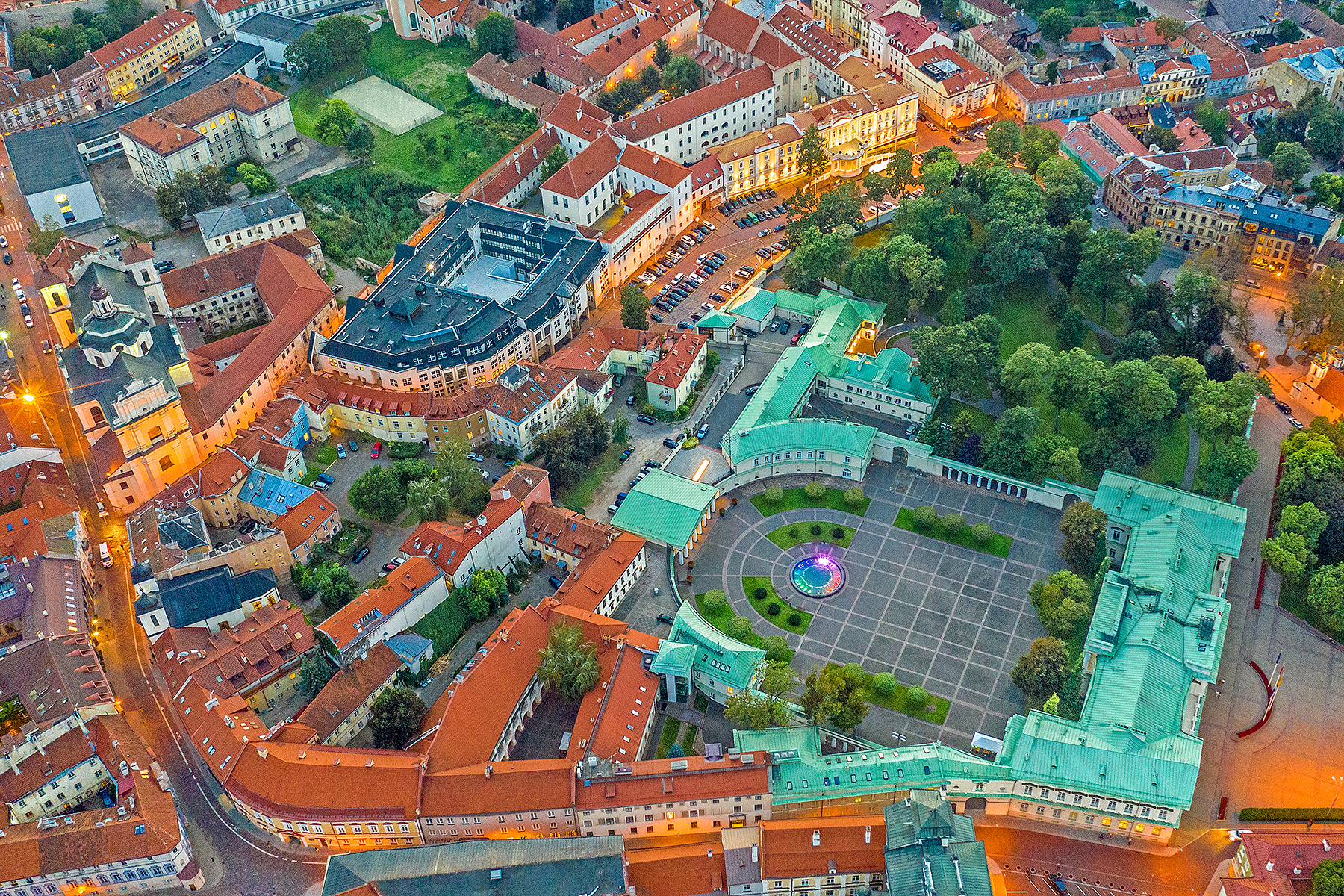